# Sorry for Party Rocking (singel)
Sorry for Party Rocking – czwarty singel amerykańskiego duetu LMFAO z jego drugiej płyty o tym samym tytule. Został wydany 17 stycznia 2012. Piosenka została napisana i wyprodukowana przez Stefana Kendal Gordy’ego.
W wywiadzie dla irlandzkiego kanału TG4, Redfoo stwierdził, że pracuje nad teledyskiem do piosenki. Zanim została wydana jako singel, powiedział także że Sorry for Party Rocking jest faworytem fanów LMFAO. Wideo ukazuje zespół imprezujący na domówce.

## Lista utworów
1. „Sorry for Party Rocking” (Main/Album Version) – 3:23

## Twórcy
- LMFAO – wokal
- Producent – Redfoo
- Tekst – Stefan Kendal Gordy, Skyler Husten Gordy, Erin Beck
- Wytwórnia – Interscope

## Pozycje
| Lista (2012)                    | Najwyższa pozycja |
| ------------------------------- | ----------------- |
| Australia (Dance Chart)         | 5                 |
| Chorwacja (Airplay Radio Chart) | 42                |
| France (French Singles Chart)   | 16                |